# Jake Cuenca
Juan Carlos Cuenca y Leveriza (nacido el 30 de diciembre de 1987 en San José, California, Estados Unidos), alias Jake Cuenca, es un actor, cantante y futbolista filipino. Su padre es arquitecto, descendiente de españoles y es de Valencia y su madre es empresaria, descendiente filipina de Ilocos Norte. La madre de Cuenca es Rachele Leveriza, mientras que el nombre de su padre es Juan Tomás Cuenca. Él tiene dos hermanos, Rufo y Bea. También fue alumno de PAREF Southridge, una escuela para niños en la ciudad de Muntinlupa.

## En la televisión
A la edad de 9 años, Cuenca fue descubierto por el buscador de talentos Arvin Bentonon para la Agencia de Modelado Cosmo. Poco después, hizo varios comerciales de televisión e impresos, incluyendo respaldos para Safeguard, Coca-Cola y Globe Telecom. A los diez años, tuvo un pequeño papel en la versión cinematográfica de Wansapanataym en 1997. Fue seguido por Takbo Barbara Takbo y Panday en 1998. Las tres películas estuvieron bajo Star Cinema de ABS-CBN.
En 2003, regresó para mostrar sus negocios bajo GMA Network y apareció en la serie dramática orientada a la juventud, Click, donde fue seleccionado para estar en el reparto en su Lote 2. Cuando el show se extinguió, Cuenca comenzó a retratar papeles variados y fue emitido en Hanggang Kailan, Forever in My Heart y en la temporada 5 de Love to Love. En 2005, actuó como Kahlil en la exitosa serie de fantasía Encantadia. También apareció en la novena temporada de Love to Love titulada "Miss Match". En 2006, actuó como uno de los magos en la serie de televisión de temática fantástica, Majika, que se convirtió en su última serie de televisión en GMA Network.
Después de transferirse a ABS-CBN en 2006, apareció en un episodio de Love Spell, "Sweet Sixty".
En 2007, se convirtió en parte del elenco de la telenovela Sana Maulit Muli, su primera serie de drama de horario estelar en la red. Además, protagonizó su primer papel principal en Sineserye Presents: Natutulog Ba Ang Diyos?. Interpretó a Andrew, un adolescente rico, mimado e irresponsable que está enamorado en secreto de la actriz principal, Roxanne Guinoo. Más tarde, fue elegido para la serie de fantasía Lastikman. Apareció en total 14 espectáculos de ABS-CBN dentro de 1 año (de finales de 2006 a 2007).
En 2008, obtuvo el papel principal en la nueva serie de acción de ABS-CBN de Palos con Cesar Montano. Además, también jugó el papel principal de Kiko con Shaina Magdayao en Your Song Presents: A million miles away. En la miniserie, interpretó a Kiko, asistente del padre de Lizzie, quien le pide que se convierta en una "niñera" para Lizzie y su malvado novio, bajo las instrucciones del padre de Lizzie. Sin embargo, se revela que Kiko está secretamente enamorada de ella desde hace mucho tiempo.
En 2009, protagonizó junto a Tayong Dalawa, Kim Chiu, donde ganó el reconocimiento de la audiencia y la crítica. Interpretó a David Dave Garcia Jr (Dave), un Jack-a-Danny y un soldado en el ejército filipino. En la serie, contó con la historia de amor del triángulo con Gerald Anderson y Kim Chiu. El éxito de la televisión fue transmitido por televisión en muchos países de Asia, tales como: Singapur, Malasia, Vietnam, Brunéi, Camboya ... y en África ... En el mismo año, apareció en Precious Hearts Romances Presents: My Cheating Heart junto a la protagonista de kapamilya, Cristine Reyes.
En 2010, interpretó el papel de Alejandro en el remake filipino de Rubi con las estrellas más importantes Kapamilya, protagonistas de Angelica Panganiban y Shaina Magdayao. [4] En este año, también protagonizó Elias Paniki en la cuarta historia de la serie 'Agimat' Elias Paniki junto a Sam Pinto, Xian Lim y el reparto coral.
En 2011, participó en el elenco principal de la nueva versión filipina de Green Rose como Edward. Es un remake del drama coreano del mismo título. La película también tuvo la apariencia de estrellas como: Jericho Rosales, Anne Curtis y Alessandra De Rossi. Después de eso, interpretó a Darmo Adarna, el famoso superhéroe de dibujos animados filipinos en Wansapanataym: Darmo Adarna, frente a Yen Santos. A diferencia de un niño súper poderoso con un pájaro gigante en el cómic, Darmo Adarna en el programa crece como un perdedor con sobrepeso que se transforma mágicamente en un héroe musculoso. [5]
En 2012, interpretó el papel de Paul Raymundo en Kung Ako'y Iiwan Mo junto a dos estrellas femeninas Shaina Magdayao y Bangs Garcia. El amor del triángulo y la historia de los trabajadores de OFW atrajeron el interés del público. La serie alcanzó la calificación más alta en 2012, aunque se emitió en la tarde. También el mismo año actuó en la serie de horario estelar Kahit Puso'y Masugatan como Rafael, un fotógrafo joven y encantador con una vida trágica. Es realmente el rol desafiante para él debido a sus luchas internas en la película.
En 2013, interpretó el papel de Luis Sancuevas en el remake filipino de María Mercedes con la protagonista Jessy Mendiola y Jason Abalos.